# Албіна (Бреїла)
Албіна (рум. Albina) — село у повіті Бреїла в Румунії. Входить до складу комуни Тікілешть.
Село розташоване на відстані 161 км на північний схід від Бухареста, 13 км на південний захід від Бреїли, 126 км на північний захід від Констанци, 31 км на південний захід від Галаца.

## Населення
За даними перепису населення 2002 року у селі проживали 327 осіб, з них 326 осіб (99,7%) румунів. Усі жителі села рідною мовою назвали гавкання на румунському діалекті.